# Шугар Рей Робинсън
Шугар Рей Робинсън (на английски: Sugar Ray Robinson) е известен американски боксьор, смятан за един от най-великите в историята на спорта. Мачовете му в категориите до 69 и 75 kg вдъхновяват спортните журналисти да създадат класация „килограм за килограм“, където сравняват борците независимо от теглото им. Получава място в Международната боксова зала на славата през 1990 година.
Рожденото му име е Уокър Смит младши. Има 85 победи (69 с нокаут, 40 в първия рунд) и нито една загуба в аматьорския бокс. Става професионален боксьор през 1940 година, когато е на 19 години, и до 1951 година вече има натрупани 128 победи (84 нокаута), 1 загуба (срещу Джейк Ла Мота) и 2 равенства. Робинсън носи световната титла до 69 kg от 1946 до 1951 година. Става световен шампион до 75 kg (средната категория) през февруари 1951, после губи титлата през юли, и отново я печели през септември. През декември 1952 година се отказва от бокса и губи титлата си. Връща се на ринга през 1955 година и отново става номер едно в света до 75 kg. Обявен е за „борец на годината“ два пъти: веднъж за изявите си през 1942 и втори път за мачовете си през 1951 година. Нанася загуби на много други борци от Залата на славата: Джейк Ла Мота, Кармен Басилио, Карл Олсън – Бобо, Хенри Армстронг, Роки Грациано и Кид Гавилан. Отказва се окончателно от бокса на 11 ноември 1965 година, след като оставя след себе си 175 победи, 19 загуби и 6 равенства.
Обявен е от „Асошиейтед Прес“ за най-великия борец на 20 век, както и за най-великия боксьор в историята от ESPN.com през 2007 година. През 1997 година списание „Ринг“ го определя за най-добрия боксьор за всички времена по системата „килограм за килограм“, както и за най-добрия борец на 50-те. Мохамед Али, който по време на кариерата си често се самообявява за „най-великия“, посочва Робинсън за най-великия боксьор за всички времена. Неговите думи са повторени от други известни боксьори като Джо Луис и Шугар Рей Ленард.
|  | Тази страница частично или изцяло представлява превод на страницата Sugar Ray Robinson в Уикипедия на английски. Оригиналният текст, както и този превод, са защитени от Лиценза „Криейтив Комънс – Признание – Споделяне на споделеното“, а за съдържание, създадено преди юни 2009 година – от Лиценза за свободна документация на ГНУ. Прегледайте историята на редакциите на оригиналната страница, както и на преводната страница, за да видите списъка на съавторите. ВАЖНО: Този шаблон се отнася единствено до авторските права върху съдържанието на статията. Добавянето му не отменя изискването да се посочват конкретни източници на твърденията, които да бъдат благонадеждни. |